# Mary Wings
Mary Wings (nacida Mary Lee Geller; 14 de abril de 1949 - 3 de julio de 2024) fue una dibujante, escritora y artista estadounidense. Era conocida por resaltar temas lésbicos en su trabajo. En 1973, hizo historia al lanzar Come Out Comix, el primer cómic lésbico. También escribió una serie de novelas policiacas protagonizadas por la heroína lesbiana Emma Victor. Divine Victim, la única novela gótica de Wings, ganó el Premio Literario Lambda de Misterio Lésbico en 1994.

## Primeros años y educación
Mary Wings nació el 14 de abril de 1949 en Chicago, Illinois como Mary Lee Geller. Más tarde cambió su apellido a Wings, "inspirada en el adagio de que 'la amistad es amor con alas'", según The New York Times.
Wings se crio en la Fe Baháʼí en Chicago.Asistió a Shimer College, una universidad de Great Books ubicada en ese entonces en la ciudad de Mount Carroll, Illinois. Posteriormente estudió cerámica en el Museum Art College de Portland, Oregón.También estudió diseño de escenografía teatral en la Universidad Estatal de San Francisco.

## Carrera
Wings era conocida por su trabajo en cómics de temática lésbica y novelas de misterio. Su trabajo estuvo impulsado generalmente por el deseo de discutir temas subrepresentados que son relevantes para su vida personal. Inicialmente no tenía intención de publicar ninguna de sus obras.

### Cómics
Wings no era originalmente una dibujante de cómics ni formaba parte del movimiento de cómic underground de los años 70 cuando creó su primer cómic, Come Out Comix. Este cómic fue creado en respuesta al cómic de Trina Robbins en Wimmen's Comix #1, "Sandy Comes Out", el primer cómic sobre lesbianas. Wings se enojó con "Sandy Comes Out", creyendo que el complejo proceso de salir del armario estaba tergiversado por Robbins, una mujer heterosexual. Ella escribió Come Out Comix en siete días. Wings autoeditó Come Out Comix, imprimiendo copias en el sótano de un estudio de karate. La trama de este cómic se centra en el personaje Maggi, quien está aceptando su identidad lésbica y encontrando una amante en el proceso. Come Out Comix está influenciado por la propia experiencia de la autora al salir del armario. A Wings también se le atribuye la creación del primer cómic no erótico homosexual porque los cómics anteriores a Wings a menudo fetichizaban cualquier tema homosexual.
Wings luego publicó otros dos cómics, Dyke Shorts y Are Your Highs Getting You Down?. El último, Are Your Highs Getting You Down, fue financiado por una subvención del California Arts Council en 1979 y abordó el creciente problema de la adicción y el abuso de drogas. También colaboró con la publicación de Howard Cruse, Gay Comix. Escribió tiras cómicas para los números uno y dos.
Sus cómics se hicieron muy populares en la comunidad lésbica. En lugar de simplemente incluir personajes lésbicos en sus cómics, abordó temas específicos de la comunidad, como salir del armario, la inseminación artificial, descubrir la homosexualidad de los padres, y escribir sobre las lesbianas en la historia. Debido a que abordaba abiertamente la homosexualidad, sus cómics fueron controvertidos. Cabe destacar que un envío de sus obras fue confiscado en la frontera de Canadá debido a su contenido.

### Novelas

Colors of Mexico (Mary Wings, 2007)

Aunque Wings comenzó su carrera en los cómics, más tarde anheló crear líneas argumentales más complejas, lo que la llevó a dedicarse a la ficción a través de novelas en lugar de cómics.
La novela policíaca lésbica apareció por primera vez en 1984 como respuesta al declive de las historias de salida del armario y a la afirmación de la identidad lésbica como algo separado de la teoría feminista. Wings fue una de las creadoras de la novela policíaca lésbica, y publicó su primera novela de misterio, She Came Too Late, en Inglaterra en 1986 y en los Estados Unidos en 1988. She Came Too Late fue un éxito y le dio notoriedad a Wings, ya que el libro apareció durante siete semanas en la lista de los más vendidos de London City Limits y ganó el premio a la Mejor Novela del Año en la Encuesta de Lectores de 1986. Más tarde escribió otros cuatro misterios protagonizados por la misma detective lesbiana, Emma Victor.
La única novela independiente de Wings, Divine Victim, es un thriller de misterio lésbico que ganó el Premio Literario Lambda de 1994 en la categoría de Misterio Lésbico.

### Proyectos posteriores
Wings trabajó en un nuevo proyecto de cómic titulado Old. Ella creó este cómic como respuesta a la falta de contenido atractivo para personas de su edad. También esperaba luchar contra los estigmas relacionados con el edadismo. Su cómic puede incluir recortes de muñecas de papel que recuerdan a los primeros cómics para mujeres.
Wings habló sobre su trabajo en artículos de noticias y en podcasts.Dio charlas en escuelas de arte en paneles con artistas como Trina Robbins y Lee Marrs.

## Vida personal
Wings escuchó por primera vez el término lesbiana cuando tenía 19 años, y salió del armario a los 21. Su madre no comprendió la identidad de Wings y le rogó que no se lo dijera a su padre.
Su madre murió cuando Wings tenía veintitantos años después de que le diagnosticaran inesperadamente cáncer de páncreas.
Por esta época, Wings publicó Come Out Comix y su sexualidad se dio a conocer al público. Debido a la Iniciativa Briggs, Wings temía que su lesbianismo abierto le impediría convertirse en maestra en California, un sueño de su infancia.
Wings también tocó el banjo en una banda llamada Robin, Woody y Wings con Robin Flower y Woody Simmons. Después de la muerte de su madre, Wings se mudó con su banda a San Francisco. Más tarde abandonó la banda.
En 1980, Wings dejó San Francisco y se mudó a los Países Bajos, donde aprendió a hablar holandés con fluidez.
En 1987, Wings regresó a San Francisco después de la publicación de su primera novela. A su regreso, volvió a participar activamente en las causas gais y lesbianas, participando en el Proyecto de Historia Gay y Lésbica de San Francisco y en el Festival de Cine Frameline.
Wings murió de cáncer de pulmón en su casa de San Francisco, el 3 de julio de 2024, a la edad de 75 años.

### Cómics
- Come Out Cómic (1973)[12] Wings, Mary (1973). Come Out Comix.</ref>
- Dyke Shorts (1978)[22]
- Are Your Highs Getting You Down? (1980)

### Otras contribuciones al cómic
- "A Visita From Mom" publicado en Gay Comix #1: Lesbians and Gay Men Put It On Paper!  (1980)[14]
- "Child Labor"[11] publicado en Gay Comix #2: One Step Ahead of the Homophobes! (1981)[15]

### Novelas
Divine Victim (1993) - Ganadora del Premio Literario Lambda al misterio lésbico
Serie Emma Victor
- She Came Too Late (1986)
- She Came in a Flash (1988)
- She Came by the Book (1995)
- She Came to Castro (1997)
- She Came in Drag (1999)

### Historias cortas
- "Kill the Man for Me" publicado en la colección de ficción A Women's Eye (1992)[2]
- "Mars Bar" publicado en la revista Out/Look[2]

### Conferencias
- A Woman of Affairs con el historiador Eric Garber (1993) — La vida de Greta Garbo[2][23]